# Scopula afghana
Scopula afghana là một loài bướm đêm trong họ Geometridae.